# بارت ويوتس
بارت ويوتس مواليد 15 سبتمبر 1969 في لوفان، هو لاعب كرة مضرب بلجيكي سابق بدأ مسيرته كمحترف سنة 1988 وكان يلعب باليد اليمنى. أعلى تصنيف له في الفردي كان المركز الـ 69 في سنة 1992.

## الألقاب

### الفردي: (3)
| الرقم | Year | الدورة           | الأرضية | الخصم في النهائي | النقاط في النهائي |
| ----- | ---- | ---------------- | ------- | ---------------- | ----------------- |
| 1.    | 1989 | بلجيكا           | ترابية  | أوليفييه سولز    | 0–6, 6–3, 6–1     |
| 2.    | 1991 | لشبونة، البرتغال | ترابية  | نونو ماركيز      | 6–2, 6–4          |
| 3.    | 1991 | بورتو، البرتغال  | ترابية  | مارتن ووستنهولم  | 6–3, 7–5          |

## روابط خارجية
- بارت ويوتس على موقع رابطة محترفي التنس (الإنجليزية)
- بارت ويوتس على موقع الاتحاد الدولي لكرة المضرب (الإنجليزية)
- بارت ويوتس على موقع كأس ديفيز (الإنجليزية)
- بارت ويوتس على موقع خلاصة التنس.كوم (الإنجليزية)